# Sacculina bicuspidata
Sacculina bicuspidata är en kräftdjursart som beskrevs av Hilbrand Boschma 1931. Sacculina bicuspidata ingår i släktet Sacculina och familjen Sacculinidae. Inga underarter finns listade i Catalogue of Life.